# Fredeluga capgrisa
La fredeluga capgrisa (Vanellus cinereus) és una espècie d'ocell de la família dels caràdrids (Charadriidae) que habita planures sense arbres i zones pantanoses del nord-est de la Xina i l'illa de Honshu, al Japó.